# Liste des sénateurs des États-Unis pour le Dakota du Sud
Cet article dresse la liste des membres du Sénat des États-Unis élus de l'État du Dakota du Sud depuis son admission dans l'Union le 2 novembre 1889.

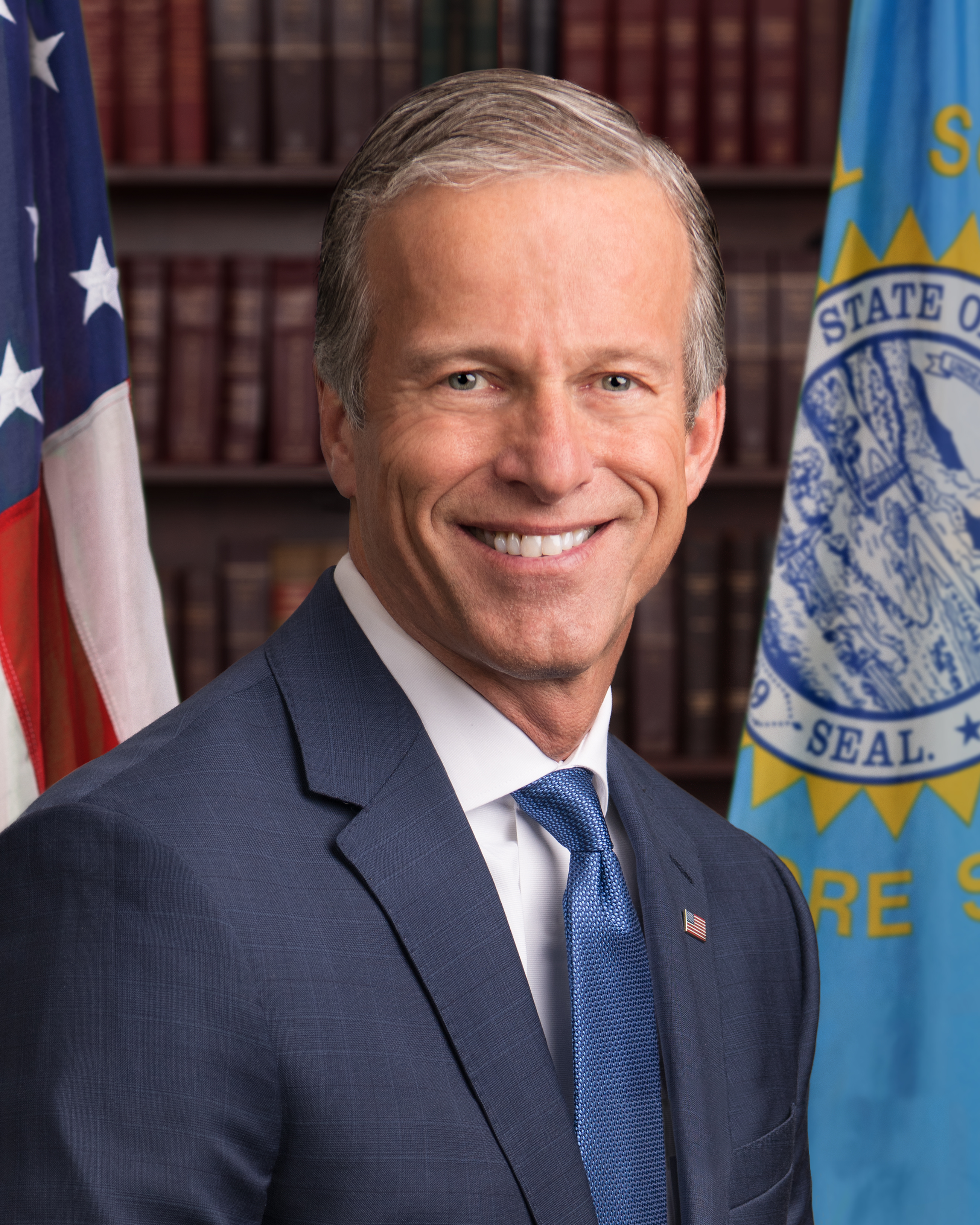
John Thune (R), sénateur depuis 2005.
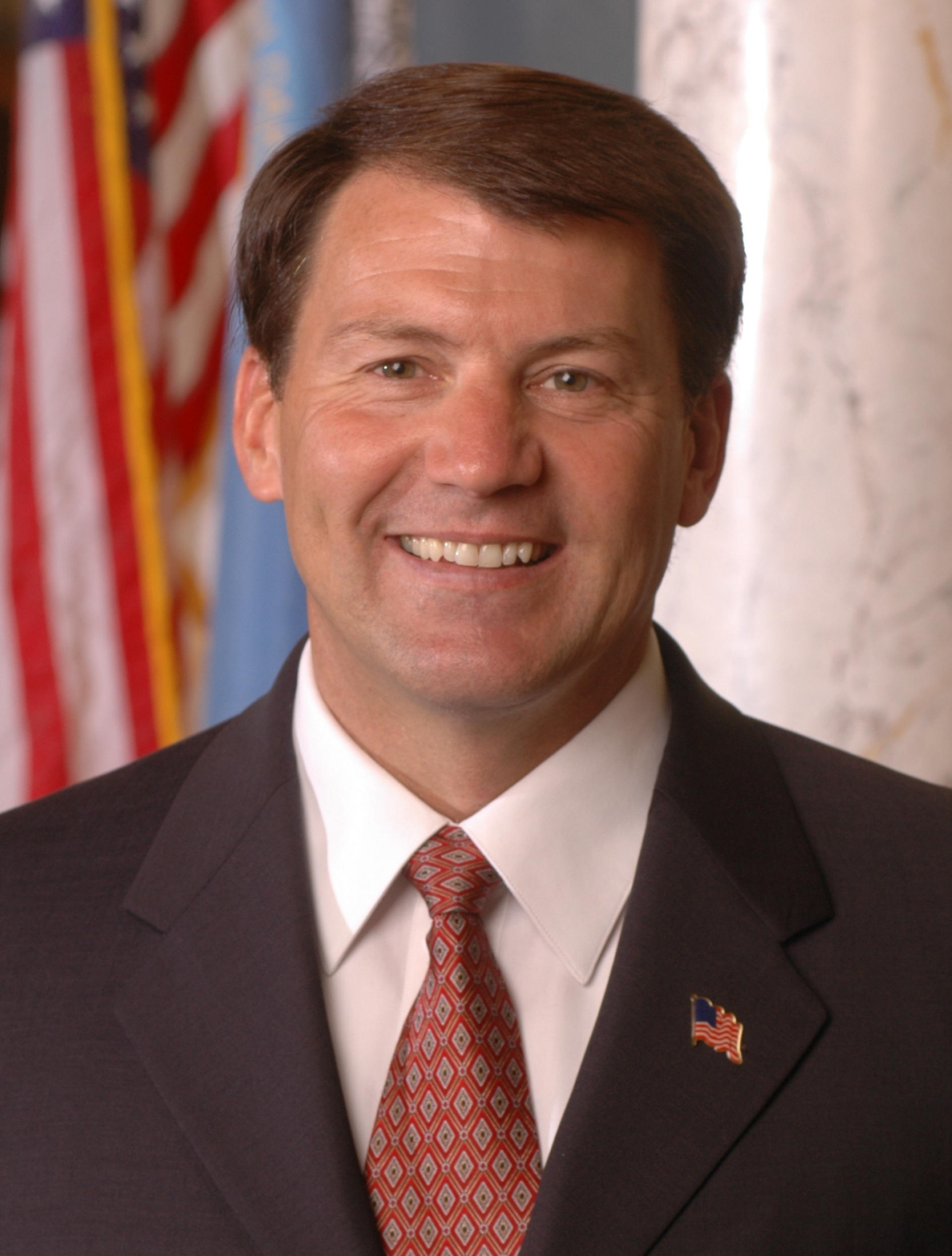
Mike Rounds (R), sénateur depuis 2015.

## Élections
Les deux sénateurs sont élus au suffrage universel direct pour un mandat de six ans. Les prochaines élections auront lieu en novembre 2026 pour le siège de la classe II et en novembre 2022 pour le siège de la classe III.

## Liste des sénateurs

### Classe II
| No                                                            | Portrait                                                      | Nom                                                           | Parti                                                         | Mandat                             |
| ------------------------------------------------------------- | ------------------------------------------------------------- | ------------------------------------------------------------- | ------------------------------------------------------------- | ---------------------------------- |
| 1                                                             |                                                               | Richard F. Pettigrew                                          | Républicain puis Silver                                       | 2 novembre 1889 – 4 mars 1901      |
| 2                                                             |                                                               | Robert J. Gamble                                              | Républicain                                                   | 4 mars 1901 – 4 mars 1913          |
| 3                                                             |                                                               | Thomas Sterling                                               | Républicain                                                   | 4 mars 1913 – 4 mars 1925          |
| 4                                                             |                                                               | William H. McMaster                                           | Républicain                                                   | 4 mars 1925 – 4 mars 1931          |
| 5                                                             |                                                               | William J. Bulow                                              | Démocrate                                                     | 4 mars 1931 – 3 janvier 1943       |
| 6                                                             |                                                               | Harlan J. Bushfield                                           | Républicain                                                   | 3 janvier 1943 – 27 septembre 1948 |
| Siège vacant à la suite du décès de Harlan J. Bushfield.      | Siège vacant à la suite du décès de Harlan J. Bushfield.      | Siège vacant à la suite du décès de Harlan J. Bushfield.      | Siège vacant à la suite du décès de Harlan J. Bushfield.      | 27 septembre – 6 octobre 1948      |
| 7                                                             |                                                               | Vera C. Bushfield                                             | Républicain                                                   | 6 octobre – 26 décembre 1948       |
| Siège vacant à la suite de la démission de Vera C. Bushfield. | Siège vacant à la suite de la démission de Vera C. Bushfield. | Siège vacant à la suite de la démission de Vera C. Bushfield. | Siège vacant à la suite de la démission de Vera C. Bushfield. | 26 décembre – 31 décembre 1948     |
| 8                                                             |                                                               | Karl E. Mundt                                                 | Républicain                                                   | 31 décembre 1948 – 3 janvier 1973  |
| 9                                                             |                                                               | James Abourezk                                                | Démocrate                                                     | 3 janvier 1973 – 3 janvier 1979    |
| 10                                                            |                                                               | Larry Pressler                                                | Républicain                                                   | 3 janvier 1979 – 3 janvier 1997    |
| 11                                                            |                                                               | Tim Johnson                                                   | Démocrate                                                     | 3 janvier 1997 – 3 janvier 2015    |
| 12                                                            |                                                               | Mike Rounds                                                   | Républicain                                                   | Depuis le 3 janvier 2015           |

### Classe III
| No                                                   | Portrait                                             | Nom                                                  | Parti                                                | Mandat                             |
| ---------------------------------------------------- | ---------------------------------------------------- | ---------------------------------------------------- | ---------------------------------------------------- | ---------------------------------- |
| 1                                                    |                                                      | Gideon C. Moody                                      | Républicain                                          | 2 novembre 1889 – 4 mars 1891      |
| 2                                                    |                                                      | James H. Kyle                                        | Indépendant puis populiste et républicain            | 4 mars 1891 – 1er juillet 1901     |
| Siège vacant à la suite du décès de James H. Kyle.   | Siège vacant à la suite du décès de James H. Kyle.   | Siège vacant à la suite du décès de James H. Kyle.   | Siège vacant à la suite du décès de James H. Kyle.   | 1er juillet – 11 juillet 1901      |
| 3                                                    |                                                      | Alfred B. Kittredge                                  | Républicain                                          | 11 juillet 1901 – 4 mars 1909      |
| 4                                                    |                                                      | Coe I. Crawford                                      | Républicain                                          | 4 mars 1909 – 4 mars 1915          |
| 5                                                    |                                                      | E. S. Johnson                                        | Démocrate                                            | 4 mars 1915 – 4 mars 1921          |
| 6                                                    |                                                      | Peter Norbeck                                        | Républicain                                          | 4 mars 1921 – 20 décembre 1936     |
| Siège vacant à la suite du décès de Peter Norbeck.   | Siège vacant à la suite du décès de Peter Norbeck.   | Siège vacant à la suite du décès de Peter Norbeck.   | Siège vacant à la suite du décès de Peter Norbeck.   | 20 décembre – 29 décembre 1936     |
| 7                                                    |                                                      | Herbert E. Hitchcock                                 | Démocrate                                            | 29 décembre 1936 – 8 novembre 1938 |
| 8                                                    |                                                      | Gladys Pyle                                          | Républicain                                          | 9 novembre 1938 – 3 janvier 1939   |
| 9                                                    |                                                      | John Chandler Gurney                                 | Républicain                                          | 3 janvier 1939 – 3 janvier 1951    |
| 10                                                   |                                                      | Francis H. Case                                      | Républicain                                          | 3 janvier 1951 – 22 juin 1962      |
| Siège vacant à la suite du décès de Francis H. Case. | Siège vacant à la suite du décès de Francis H. Case. | Siège vacant à la suite du décès de Francis H. Case. | Siège vacant à la suite du décès de Francis H. Case. | 22 juin 1962 – 9 juillet 1963      |
| 11                                                   |                                                      | Joseph H. Bottum                                     | Républicain                                          | 9 juillet 1962 – 3 janvier 1963    |
| 12                                                   |                                                      | George McGovern                                      | Démocrate                                            | 3 janvier 1963 – 3 janvier 1981    |
| 13                                                   |                                                      | James Abdnor                                         | Républicain                                          | 3 janvier 1981 – 3 janvier 1987    |
| 14                                                   |                                                      | Tom Daschle                                          | Démocrate                                            | 3 janvier 1987 – 3 janvier 2005    |
| 15                                                   |                                                      | John Thune                                           | Républicain                                          | Depuis le 3 janvier 2005           |